# واین‌یارد هیون (ماساچوست)
واین‌یارد هیون (به انگلیسی: Vineyard Haven) یک منطقهٔ مسکونی در ایالات متحده آمریکا است که در شهرستان دوکس، ماساچوست واقع شده‌است. واین‌یارد هیون ۴٫۱ کیلومتر مربع مساحت و ۲٬۱۱۴ نفر جمعیت دارد و ۱۴ متر بالاتر از سطح دریا واقع شده‌است.